# Aeroplancton
L'aeroplancton è l'insieme di organismi, per la maggior parte microscopici, che fluttuano nell'aria trasportati dai venti. È l'analogo nell'atmosfera del plancton nell'oceano. Suoi componenti comuni che sono stati identificati sono un migliaio di specie batteriche, circa 40 000 specie di funghi e centinaia di specie di virus, protisti e alghe, nonché spore, polline e semi, ma anche alcuni animali molto leggeri, tra cui insetti e aracnidi, che sfruttano le correnti d'aria per lasciarsi trasportare. Per lo studio dell'aeroplancton questo viene raccolto da retini posti su aeromobili.